# Ruta Estatal de Nevada 305
La Ruta Estatal de Nevada 305, y abreviada SR 305 (en inglés: Nevada State Route 305) es una carretera estatal estadounidense ubicada en el estado de Nevada. La carretera inicia en el Oeste desde la US 50     en Austin hacia el Este en la SR 304     en Battle Mountain. La carretera tiene una longitud de 141,2 km (87.717 mi).

## Mantenimiento
Al igual que las autopistas interestatales, y las rutas federales y el resto de carreteras estatales, la Ruta Estatal de Nevada 305 es administrada y mantenida por el Departamento de Transporte de Nevada por sus siglas en inglés Nevada DOT.

## Cruces
La Ruta Estatal de Nevada 305 es atravesada principalmente por la  I 80     en Lovelock.